# Павловский, Алексей Викторович
Алексе́й Ви́кторович Павло́вский (род. 16 декабря 1962) — советский и российский дипломат. Чрезвычайный и полномочный посол (2017).

## Биография
Окончил Московский государственный институт международных отношений (МГИМО) МИД СССР (1985). Владеет английским, персидским и французским языками. Кандидат исторических наук (1988). На дипломатической работе с 1988 года.
- В 1988—1992 годах — сотрудник Посольства СССР (с 1991 — России) в Афганистане.
- В 1993—1994 годах — третий секретарь, второй секретарь Третьего департамента Азии МИД России.
- В 1994—1995 годах — второй секретарь Секретариата заместителя министра иностранных дел России.
- В 1995—1999 годах — первый секретарь Посольства России в Намибии.
- В 1999—2003 годах — советник, начальник отдела Первого департамента стран СНГ МИД России.
- В 2003—2006 годах — старший советник, советник-посланник Посольства России в Португалии.
- В 2006—2011 годах — заместитель директора Четвёртого департамента стран СНГ МИД России.
- В 2011—2019 годах — директор Четвёртого департамента стран СНГ МИД России.
- С 3 апреля 2019 по 18 апреля 2025 года — чрезвычайный и полномочный посол Российской Федерации в Австралии[1][2].
- С 11 апреля 2019 по 18 апреля 2025 года — чрезвычайный и полномочный посол Российской Федерации на Фиджи по совместительству[3][2].
- С 1 июля 2019 по 18 апреля 2025 года — чрезвычайный и полномочный посол Российской Федерации в Тувалу по совместительству[4][2].
- С 17 сентября 2019 по 18 апреля 2025 года — чрезвычайный и полномочный посол Российской Федерации в Вануату и Науру по совместительству[5][6][2].
- С 12 мая 2025 года — директор Второго департамента Азии МИД России[7].

## Дипломатический ранг
- Чрезвычайный и полномочный посланник 2 класса (16 июля 2009)[8].
- Чрезвычайный и полномочный посланник 1 класса (7 ноября 2012)[9].
- Чрезвычайный и полномочный посол (10 июня 2017)[10].

## Награды
- Орден Дружбы (3 июля 2019) — за большой вклад в реализацию внешнеполитического курса Российской Федерации и многолетнюю добросовестную дипломатическую службу[11].
- Медаль «За боевые заслуги» (5 ноября 1990) — за образцовое исполнение служебного долга и мужество, проявленное в условиях обострения военно-политической обстановки в Афганистане [12].
- Благодарность президента Российской Федерации (6 февраля 2009) — за заслуги в реализации внешнеполитического курса Российской Федерации и многолетнюю безупречную дипломатическую службу[13].
- Медаль «За вклад в развитие Евразийского экономического союза» (29 мая 2019, Высший совет Евразийского экономического союза)[14].

## Семья
Женат, имеет сына.